# Acanthagrion egleri
Acanthagrion egleri là một loài chuồn chuồn kim trong họ Coenagrionidae.
Acanthagrion egleri được miêu tả khoa học năm 1961 bởi Santos.